# Скално каменарче
Скалното каменарче (Oenanthe finschii) е птица от семейство Мухоловкови (Muscicapidae).

## Разпространение
Видът се размножава в полупустинни и каменисти склонове от Турция на изток до Афганистан и западен Пакистан. Зимува в Египет, Кипър и Близкия изток.
Среща се и в България.